# Moriz Hoernes (Geologe)

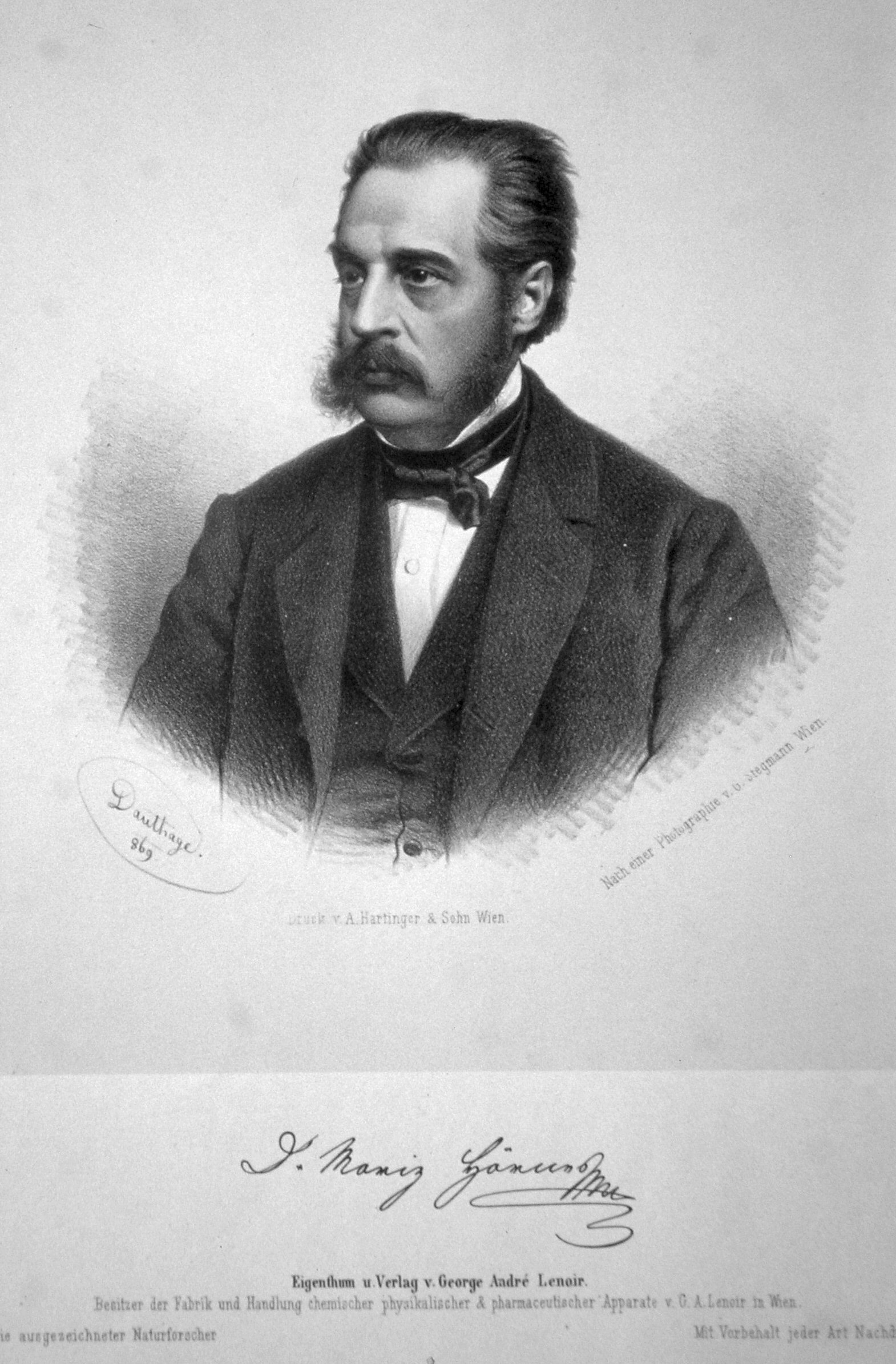
Moritz Hoernes (1815–1868), Lithographie von Adolf Dauthage, 1869

Moriz Hoernes, auch Moriz Hörnes oder Moritz Hörnes (* 14. Juli 1815 in Wien; † 4. November 1868 in Wien), war österreichischer Geologe und Paläontologe.

## Leben
Moriz Hoernes, dessen Eltern schon früh verstarben, arbeitete ab 1833 als Rechnungsbeamter. Nebenbei studierte er aber an der Universität Wien Naturwissenschaften und wurde 1837 im k.k. Hofmineralienkabinett in der Wiener Hofburg angestellt, da er die Arbeiten schon als Aushilfe gemacht hatte und daher kannte. Im Jahr 1841 promovierte er zum Dr. phil. 1856 wurde er zum Kustos des Kabinetts befördert. Gemeinsam mit Paul Partsch inventarisierte er die Sammlung neu.
Hoernes gehörte zu den Mitbegründern der von Franz von Hauer initiierten Gesellschaft der Freunde der Naturwissenschaftlichen Mitglieder der Akademie der Wissenschaften in Wien. 1856 wurde er Mitglied der Leopoldina.
Hoernes war Vater des Prähistorikers Moriz Hoernes (29. Jänner 1852–10. Juli 1917) und des Geologen Rudolf Hoernes.

## Werk
Die Einteilung eines Abschnitts des Känozoikums in das Paläogen und das Neogen geht auf Moriz Hoernes zurück. Ihm fiel bei Studien zu fossilen Mollusken aus dem Wiener Becken die Ähnlichkeit der Muscheln aus den Sedimenten des Miozäns und des Pliozäns auf, die sich jedoch von den Muscheln der älteren Schichten deutlich unterschieden. Er nannte die jüngere Periode Neogen, die ältere Paläogen.

## Ehrungen

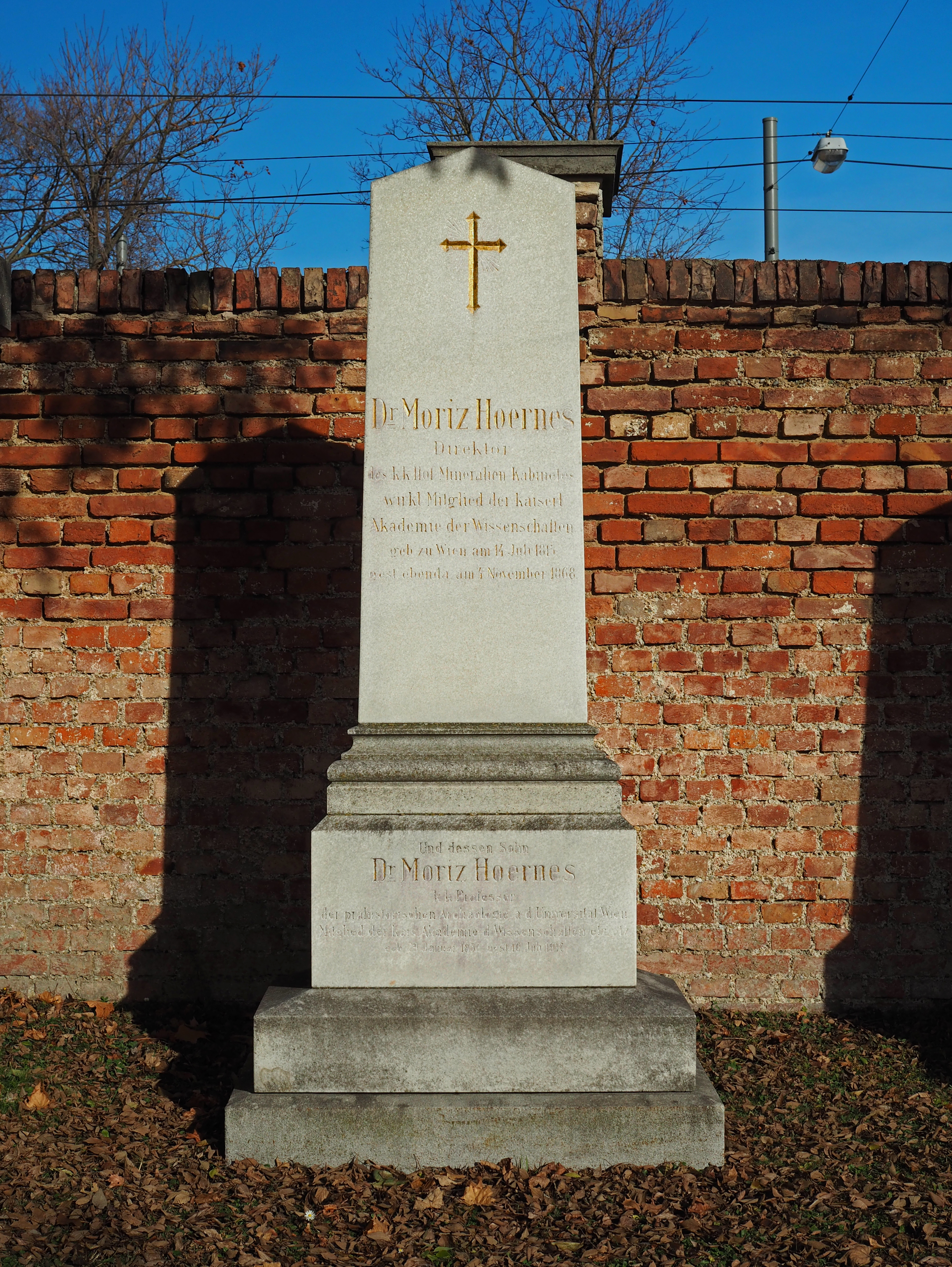
Grab von Moriz Hoernes auf dem Wiener Zentralfriedhof

Das 1860 von Gustav Adolf Kenngott und Wilhelm von Haidinger entdeckte und beschriebene Mineral Hörnesit wurde nach Hoernes  benannt. Im Jahr 1876 wurde in Wien-Landstraße (3. Bezirk) unweit der damaligen k.k. geologischen Reichsanstalt in der Rasumofskygasse die von dieser abzweigende Hörnesgasse nach Moriz Hoernes benannt.
Hoernes' sterbliche Überreste wurden am 5. März 1909 von ihrem ursprünglichen Bestattungsort in ein Ehrengrab auf dem Wiener Zentralfriedhof (Gruppe 0, Reihe 1, Nr. 47) überführt. Es befindet sich nahe dem 2. Tor, dem Haupttor des Friedhofs, an der Mauer zur Simmeringer Hauptstraße. Im gleichen Grab wurde 1919 sein 1917 verstorbener, gleichnamiger Sohn Moriz der Jüngere  beigesetzt.

## Schriften
- Übersichtliche Darstellung des Mohs'schen Mineralsystems, 1847.
- 7. Bericht über die Bereisung mehrerer Fundorte von Tertiär-Petrefacten im Wiener-Becken. In: Jahrbuch der Kaiserlich-Königlichen Geologischen Reichsanstalt 001, 1850, S. 662–679 (zobodat.at [PDF; 1,7 MB]).
- Ueber die Faluns im Südwesten von Frankreich von Herrn Joseph Delbos. In: Jahrbuch der Kaiserlich-Königlichen Geologischen Reichsanstalt 001, 1850, S. 587–598 (zobodat.at [PDF; 1,2 MB]).
- Über einige neue Gastropoden aus den östlichen Alpen. In: Denkschriften der Akademie der Wissenschaften Wien 10_2, 1855, S. 173–178 (zobodat.at [PDF; 1,4 MB]).
- Über die Gastropoden und Acephalen der Hallstätter Schichten. In: Denkschriften der Akademie der Wissenschaften Wien 9_2, 1855, S. 33–56 (zobodat.at [PDF; 2,6 MB]).
- Die fossilen Mollusken des Tertiärbeckens von Wien, 1856 (Band 1) und 1871 (Band 2 von August Emanuel von Reuss vollendet).
- Über Gastropoden aus der Trias der Alpen. In: Denkschriften der Akademie der Wissenschaften Wien 12_2, 1856, S. 21–34 (zobodat.at [PDF; 1,8 MB]).
- Über den Meteorsteinfall bei Kabu, südwestlich von Debreczin, am 15. April 1857. In: Sitzungsberichte der Akademie der Wissenschaften mathematisch-naturwissenschaftliche Klasse 31, 1858, S. 347–350 (zobodat.at [PDF; 465 kB]).
- Über den Meteorsteinfall bei Ohaba im Blasendorfer Bezirke in Siebenbürgen, in der Nacht zwischen dem 10. Und 11. October 1857. In: Sitzungsberichte der Akademie der Wissenschaften mathematisch-naturwissenschaftliche Klasse 31, 1858, S. 79–84 (zobodat.at [PDF; 555 kB]).
- Die fossilen Mollusken des Tertiärbeckens von Wien. In: Jahrbuch der Kaiserlich-Königlichen Geologischen Reichsanstalt 014, 1864, S. 509–514 (zobodat.at [PDF; 627 kB]).